# 聯合王國施密特望遠鏡
聯合王國施密特望遠鏡 (UKST) 是由澳洲天文台 (原來的英澳天文台)操作的1.2米望遠鏡，與位於賽丁泉天文台的3.9米英澳望遠鏡毗鄰。UKST是依據歐士欽施密特望遠鏡的設計製造的一架施密特攝星儀。它是一架用於巡天的望遠鏡，視野為6度乘6度。從1973年服役以來，一直是南天光學巡天調查的主要資料來源。原始的巡天乾板經由太空望遠鏡科學研究所掃描已經數位化，並作為哈伯太空望遠鏡的導引星圖和數位巡天星圖。
雖然UKST原本是用於拍攝天空的照片，但它現在幾乎完全用於6度視場 (6dF) 多目標光譜的儀器。6dF使用機器人為150條在UKST焦平面上的光纖定位，然後將光線引導至在關測室樓地板下的攝譜儀。6dF星系巡天 (6dFGS)，最近剛完成12萬個星系的紅移巡天，而這些星系都是經由紅外線篩選過的；現在UKST將進行徑向速度實驗 (RAVE)，測量銀河系內多達100萬顆恆星的徑向速度和金屬量。

## 外部連結
- Australian Astronomical Observatory UK Schmidt Telescope homepage （页面存档备份，存于）
- Guide Star Catalog
- Digitized Sky Survey
- 6dF Galaxy Survey （页面存档备份，存于）
- RAVE Survey

31°16′20.03″S 149°4′16.44″E / 31.2722306°S 149.0712333°E